# Arctia nobilis
Arctia nobilis là một loài bướm đêm thuộc phân họ Arctiinae, họ Erebidae.